# Chrysoplatycerus
Chrysoplatycerus är ett släkte av steklar. Chrysoplatycerus ingår i familjen sköldlussteklar.
Kladogram enligt Catalogue of Life:
| Chrysoplatycerus | \| \| Chrysoplatycerus colombiensis \| \| \| \| \| \| Chrysoplatycerus ferrisi \| \| \| \| \| \| Chrysoplatycerus flavicollis \| \| \| \| \| \| Chrysoplatycerus ixion \| \| \| \| \| \| Chrysoplatycerus splendens \| \| \| \| |
|                  | \| \| Chrysoplatycerus colombiensis \| \| \| \| \| \| Chrysoplatycerus ferrisi \| \| \| \| \| \| Chrysoplatycerus flavicollis \| \| \| \| \| \| Chrysoplatycerus ixion \| \| \| \| \| \| Chrysoplatycerus splendens \| \| \| \| |
|                  | Chrysoplatycerus colombiensis |
|                  | |
|                  | Chrysoplatycerus ferrisi |
|                  | |
|                  | Chrysoplatycerus flavicollis |
|                  | |
|                  | Chrysoplatycerus ixion |
|                  | |
|                  | Chrysoplatycerus splendens |
|                  | |